# Billie Jean King Cup 2023 play-offs Wereldgroep
De Billie Jean King Cup 2023 play-offs Wereldgroep vormden een naspel van de Billie Jean King Cup 2023, waarin promotie en degradatie tussen enerzijds de Wereldgroep en anderzijds de regionale zones werden bevochten. De wedstrijden werden gespeeld op vrijdag 10, zaterdag 11 en zondag 12 november 2023.

## Reglement
Acht van de negen verliezende teams van de kwalificatieronde Wereldgroep en acht, door het ITF BJK Cup comité aangewezen, winnaars uit de drie regionale zonegroepen 1 nemen aan dit naspel deel. De acht landen met de hoogste positie op de ITF BJK Cup Nations Ranking worden geplaatst. Tegen welk land zij spelen, wordt door loting bepaald. Welk land thuis speelt, hangt af van hun vorige ontmoeting (om de andere), dan wel wordt door loting bepaald als zij niet eerder tegen elkaar speelden. Een landenwedstrijd bestaat uit (maximaal) vijf "rubbers": vier enkelspelpartijen en een dubbelspelpartij. Het land dat drie "rubbers" wint, is de winnaar van de landenwedstrijd. De acht winnende landen plaatsen zich voor de kwalificatieronde Wereldgroep in het jaar erop. De acht verliezende landen zullen in het volgend jaar deelnemen in groep 1 van hun regionale zone.

## Deelnemers
In 2023 namen de volgende zestien landen deel aan de play-offs Wereldgroep:
geplaatst
1. Slowakije (verloor van Italië in de kwalificatieronde)
2. België (verloor van Canada in de kwalificatieronde)
3. Verenigd Koninkrijk (verloor van Frankrijk in de kwalificatieronde)
4. Brazilië (verloor van Duitsland in de kwalificatieronde)
5. Oekraïne (verloor van Tsjechië in de kwalificatieronde)
6. Roemenië (verloor van Slovenië in de kwalificatieronde)
7. Japan (werd #1 in de Aziatisch/Oceanische zone)
8. Mexico (verloor van Spanje in de kwalificatieronde)

geloot
- Argentinië (werd #1 in de Amerikaanse zone)
- Hongarije (werd #2 in de Europees/Afrikaanse zone)
- Zweden (werd #1 in de Europees/Afrikaanse zone)
- Zuid-Korea (werd #2 in de Aziatisch/Oceanische zone)
- Nederland (werd #3 in de Europees/Afrikaanse zone)
- Servië (geselecteerd als aanvulling in plaats van Polen)
- Colombia (werd #2 in de Amerikaanse zone)
- Oostenrijk (verloor van de Verenigde Staten in de kwalificatieronde)

## Plaatsing, loting en uitslagen
| locatie      | ondergrond    | thuisspelend land       | uitslag | uitspelend land |
| ------------ | ------------- | ----------------------- | ------- | --------------- |
| Bratislava   | hardcourt (i) | Slowakije (1)           | 3–1     | Argentinië      |
| Charleroi    | hardcourt (i) | België (2)              | 3–1     | Hongarije       |
| Londen       | hardcourt (i) | Verenigd Koninkrijk (3) | 3–1     | Zweden          |
| Brasilia     | gravel        | Brazilië (4)            | 4–0     | Zuid-Korea      |
| Vilnius (LT) | hardcourt (i) | Oekraïne (5)            | 3–1     | Nederland       |
| Kraljevo     | gravel (i)    | Servië                  | 0–4     | Roemenië (6)    |
| Tokio        | hardcourt (i) | Japan (7)               | 3–2     | Colombia        |
| Schwechat    | gravel (i)    | Oostenrijk              | 2–3     | Mexico (8)      |

### Vervolg
- België, Brazilië, Mexico, Oekraïne, Roemenië, Slowakije en Verenigd Koninkrijk handhaafden hun niveau, en bleven in de Wereldgroep.
- Japan promoveerde van hun regionale zone in 2023 naar de Wereldgroep in 2024.
- Argentinië, Colombia, Hongarije, Nederland, Servië, Zuid-Korea en Zweden wisten niet te ontstijgen aan hun regionale zone.
- Oostenrijk degradeerde van de Wereldgroep in 2023 naar hun regionale zone in 2024.